# 162 Laurentia
162 Laurentia è un asteroide della fascia principale del sistema solare.

## Storia
Laurentia fu scoperto il 21 aprile 1876 da Prosper-Mathieu Henry, in collaborazione con il fratello Paul-Pierre Henry, dall'Osservatorio di Parigi. Ben quattordici asteroidi furono complessivamente individuati in cooperazione dai due fratelli; la loro intesa fu tale che rispettarono una stretta imparzialità nell'annunciare alternativamente la paternità di ogni asteroide da loro individuato.
L'asteroide è dedicato all'astronomo francese Joseph-Jean-Pierre Laurent, scopritore di 51 Nemausa.